# Zazuar
Zazuar – gmina w Hiszpanii, w prowincji Burgos, w Kastylii i León, o powierzchni 22,58 km². W 2011 roku gmina liczyła 256 mieszkańców.